# Martha Vickers
Martha Vickers, all'anagrafe  Martha MacVicar (Ann Arbor, 28 maggio 1925 – Hollywood, 2 novembre 1971), è stata un'attrice statunitense.

## Biografia
Iniziò la sua carriera come modella e cover girl. Fece il suo debutto cinematografico con un breve ruolo non accreditato nell'horror Frankenstein contro l'uomo lupo (1941). Durante i primi anni quaranta interpretò ruoli secondari in diverse pellicole, arrivando a una parte di coprotagonista nel 1946 nel noir Il grande sonno, nel quale ebbe il ruolo di Carmen Sternwood, sorella minore e ninfomane di Vivian Sternwood, interpretata da Lauren Bacall.
Dalla fine del decennio la carriera cinematografica della Vickers aveva già imboccato la parabola discendente. Con il passaggio alla televisione, l'attrice interpretò diversi ruoli in popolari telefilm, come quello di Sheila Hayes nell'episodio The Case of the Jaded Joker della serie poliziesca Perry Mason. La sua ultima apparizione sul piccolo schermo risale al 1960 in due episodi della serie The Rebel, con protagonista Nick Adams.

## Vita privata
Si sposò tre volte: il primo matrimonio nel 1948 con il produttore A.C. Lyles durò solò un anno; un mese dopo il divorzio sposò Mickey Rooney, dal quale ebbe un figlio, Teddy. Dopo il divorzio da Rooney nel 1951, si sposò la terza volta nel 1954 con l'attore Manuel Rojas, dal quale ebbe due figlie, Maria Cristina e Marta Theresa, e da cui divorziò nel 1965. 
Morì nel 1971, all'età di 46 anni, per un carcinoma dell'esofago e venne sepolta al Valhalla Memorial Park Cemetery di North Hollywood.

## Filmografia

### Cinema
- Frankenstein contro l'uomo lupo (Frankenstein Meets the Wolf Man), regia di Roy William Neill (1943)
- Captive Wild Woman, regia di Edward Dmytryk (1943)
- Il capo famiglia (Top Man), regia di Charles Lamont (1943)
- Hi'ya, Sailor, regia di Jean Yarbrough (1943)
- This Is the Life, regia di Felix E. Feist (1944)
- L'azione continua (Marine Raiders), regia di Harold D. Schuster (1944)
- The Mummy's Ghost, regia di Reginald Le Borg (1944)
- The Falcon in Mexico, regia di William Berke (1944)
- Il grande sonno (The Big Sleep), regia di Howard Hawks (1946)
- L'ora, il luogo e la ragazza (The Time, the Place and the Girl), regia di David Butler (1946)
- Io amo (The Man I Love), regia di Raoul Walsh (1947)
- That Way with Women, regia di Frederick De Cordova (1947)
- Love and Learn, regia di Frederick De Cordova (1947)
- Il dominatore di Wall Street (Ruthless), regia di Edgar G. Ulmer (1948)
- Daughter of the West, regia di Harold Daniels (1949)
- Gioventù spavalda (Bad Boy), regia di Kurt Neumann (1949)
- Alimony, regia di Alfred Zeisler (1949)
- The Big Bluff, regia di W. Lee Wilder (1955)
- Lo scassinatore (The Burglar), regia di Paul Wendkos (1957)
- 4 pistole veloci (Four Fast Guns), regia di William J. Hole Jr. (1960)

### Televisione
- The Bigus Green, regia di Lew Landers (1951) - film tv
- The Unexpected - serie TV, episodio 1x23 (1952)
- General Electric Theater - serie TV, episodi 2x13-2x17 (1953-1954)
- The Ford Television Theatre - serie TV, episodi 2x17, 2x25 (1954)
- The Whistler – serie TV, episodi 1x06-1x19  (1954-1955)
- Fireside Theatre - serie TV, episodi 7x18, 7x24 (1955)
- The Millionaire - serie TV, episodio 2x31 (1956)
- Playhouse 90 - serie TV, episodio 2x13 (1957)
- State Trooper - serie TV, episodio 2x38 (1958)
- Perry Mason - serie TV, episodio 2x18 (1959)
- The Rebel - serie TV, episodi 1x23, 2x12 (1960)